# Liriomyza cardariae
Liriomyza cardariae este o specie de muște din genul Liriomyza, familia Agromyzidae, descrisă de Mitsuhiro Sasakawa în anul 2008.
Este endemică în Turcia. Conform Catalogue of Life specia Liriomyza cardariae nu are subspecii cunoscute.